# مايا كامبل
مايا كامبل (بالإنجليزية: Maia Campbell)‏ هي ممثلة أمريكية، ولدت في 26 نوفمبر 1976 بتاكوما بارك في الولايات المتحدة.

## وصلات خارجية
- مايا كامبل على موقع IMDb (الإنجليزية)
- مايا كامبل على موقع إن إن دي بي (الإنجليزية)
- مايا كامبل على موقع ديسكوغز (الإنجليزية)
- مايا كامبل على موقع قاعدة بيانات الفيلم (الإنجليزية)